# 폰토스-카스피 스텝

폰토스-카스피 스텝의 대부분을 차지하는 폰토스 스텝 지대를 나타낸 지도

폰토스-카스피 스텝(영어: Pontic-Caspian steppe)은 흑해(헬라어로 폰토스)의 북측 해안 지대에서 카스피해 북쪽 지대에 걸친 스텝 지대를 가리키는 말이다. 오늘날을 기준으로 말할 때 도브루자 지역에서 우크라이나 남부, 동부와 북캅카스를 거쳐 볼가강의 남부 유역까지 펼쳐져 있으며, 동쪽으로 카자흐 스텝으로 이어져 유라시아 스텝의 일부를 이룬다.
고전 시대에는 킴메르, 스키티아, 사르마티아 등의 세력이 있었고, 이후 수천년 간 유라시아의 다양한 유목민 부족들이 스텝에 살거나 거쳐가며 유럽과 서아시아를 침략했다. 최근 유력한 쿠르간 가설에 의하면 이 지역이 인도유럽어족의 조상언어인 인도유럽조어의 발상지였을 것으로 추정된다.

## 같이 보기
- 삼림 스텝
- 유라시아 스텝
- 쿠르간 가설